# サッカーイラン女子代表
サッカーイラン女子代表（サッカーイランじょしだいひょう）は、イラン・イスラム共和国サッカー連盟(IRIFF)によって編成されるサッカーのナショナルチーム。アジアサッカー連盟(AFC)および西アジアサッカー連盟(WAFF)所属。Team Melli Zananという呼び名は女子代表という意味である。女子W杯、オリンピックとも出場はない。
サッカーの盛んな国であるイランではあるが、思想・信条の関係から女子代表の結成は2005年と比較的新しい。西アジア女子サッカー選手権では2005年、2007年とも準優勝であった。
AFC女子アジアカップは、2022年大会の予選を勝ち抜いたことで、初めて本大会出場権を獲得した。

## ワールドカップの成績
（結成後のみ記載）
- 2007 - 不参加
- 2011 - 予選敗退
- 2015 - 予選敗退
- 2019 - 予選敗退
- 2023 - 予選敗退

## オリンピックの成績
（結成後のみ記載）
- 2008 - 不参加
- 2012 - 2次予選中に除外処分（後述）
- 2016 - 予選敗退
- 2020 - 予選敗退

## アジアカップの成績
（結成後のみ記載）
- 2006 - 不参加
- 2008 - 2次予選敗退
- 2010 - 2次予選敗退
- 2014 - 予選敗退
- 2018 - 予選敗退
- 2022 - グループリーグ敗退

## アジア大会の成績
（結成後のみ記載）
- 2006 - 不参加
- 2010 - 不参加
- 2014 - 不参加
- 2018 - 不参加

## 西アジア女子サッカー選手権の成績
| 開催年 | 結果               | 試合 | 勝利 | 引分 | 敗戦 | 得点 | 失点 |
| ------ | ------------------ | ---- | ---- | ---- | ---- | ---- | ---- |
| 2005   | 準優勝             | 4    | 3    | 0    | 1    | 20   | 2    |
| 2007   | 準優勝             | 3    | 2    | 0    | 1    | 17   | 2    |
| 2010   | グループリーグ敗退 | 2    | 0    | 0    | 2    | 0    | 5    |
| 2011   | 準優勝             | 5    | 4    | 1    | 0    | 21   | 7    |
| 合計   | 4/4                | 14   | 9    | 1    | 4    | 58   | 16   |

## FIFAランキング
- 2003年から公表。現在は原則として3ヶ月ごとに発表される

（参考:FIFA女子ランキング）
| 発表年月日     | 順位                   | 変動                   | AFC内 ランク           | 変動                   |
| -------------- | ---------------------- | ---------------------- | ---------------------- | ---------------------- |
| 2003年7月16日  | （この期間はランク外） | （この期間はランク外） | （この期間はランク外） | （この期間はランク外） |
| ：             | （この期間はランク外） | （この期間はランク外） | （この期間はランク外） | （この期間はランク外） |
| 2007年10月5日  | （この期間はランク外） | （この期間はランク外） | （この期間はランク外） | （この期間はランク外） |
| 2007年12月21日 | 55位                   | --                     | 11位                   | --                     |
| 2008年3月21日  | （ランク外）           | （ランク外）           | （ランク外）           | （ランク外）           |
| 2008年6月6日   | 49位                   | --                     | 11位                   | --                     |
| 2008年9月5日   | 48位                   | ↑                      | 10位                   | ↑                      |
| 2008年12月19日 | 48位                   | →                      | 10位                   | →                      |
| 2009年3月27日  | 48位                   | →                      | 10位                   | →                      |
| 2009年6月26日  | 49位                   | ↓                      | 11位                   | ↓                      |
| 2009年9月25日  | 49位                   | →                      | 11位                   | →                      |
| 2009年12月18日 | 51位                   | ↓                      | 11位                   | →                      |

1. ↑  “Group G: IR Iran defeat Jordan on penalties to book historic Finals ticket”.  アジアサッカー連盟 (2021年9月25日). 2021年9月25日閲覧。
2. ↑  2008年から暫定ランキングチームを集計外とすることになったため

## 選手
GK
- ゾフレ・クーダイー(Zohreh Koudaei)
- ゾモロド・ソレイマーニー(Zomorod Soleimani /زمرد سلیمانی )
- ゾフレ・アルサダト・ザマーニーファルド(Zohreh Alsadat ZamaniFard / زهره زمانی فرد )
- サヘル・ラフィエル・シャファルード(Sahel Rafiei Shafaroud)

DF
- コーヘスターン・ホスラヴィ(Koueistan Khosravi /کوهستان خسروی)
- マディーネ・ディーン・モハンマディー(Madineh Din Mohammadi /مدینه دین محمدی)
- ソマイェ・バフタンリ(Somayeh Baftanli)
- マストゥーレ・ラフマーニー(Mastooreh Rahmani /مستوره رحمانی)
- ミーナー・ハーシェミー(Mina Hashemi /مینا هاشمی)
- ソヘイラー・ロレスターニー・ラド(Soheila Lorestani Rad /سهیلا لرستانی)
- セイエデ・アーザル・ムーサヴィ・ミール・カライー(Seyedeh Azar Mousavi Mir Kalaei /آذر موسوی)
- ファーテメ・ヌーリー・ルードサリー(Fatemeh Nouri Roudsari)

MF
- フェレシュテ・キャリーミー(Fereshteh Karimi /فرشته کریمی)
- ファーテメ・アルザンギ(Fatemeh Arzhangi /فتانه ارژنگی)
- マスーメ・ジャハンチ(Masoomeh Jahanchi)
- ニールーファル・アルダラーニー(Niloofar Ardallani /نیلوفر اردلانی)
- ナシーメ・サダト・ゴーラーミー(Nasimeh Sadat Gholami /نسیمه غلامی)
- ネダー・アブドッラーザーデ(Neda Abdollahzadeh /ندا عبداله زاده)
- サメレ・ハーンバーン(Samereh Khanban /ثمره خانبان)
- ファーテメ・バフシプール(Fatemeh Bakhshipour)
- ソマイェ・ヘイダルザーデナレンジュバーギ(Somayeh Heidarzadehnarenjbaghi)
- マズルーメ・ダヴァール(Mazloumeh Davar)
- カターヨーン・ホスローヤール(Katayoun Khosrowyar /کتایون خسرویار)
- セピーデ・ザリーン・カフシュ(Sepideh Zarrin Kafsh /سپیده زرین کفش)
- アーテフェ・アーベディ・ソルヒー(Atefeh Abedi Sorkhi /عاطفه عابدی)
- パーリャ・ノロージ・モットラグ(Parya Norouzi Motlagh)
- サラ・ゴーミ・マルズダシュティ(Sara Ghomi Marzdashti)

FW
- バヤーン・マフムーディー(Bayan Mahmoudi /بیان محمودی)
- ハタムネザッド・ザフラ(Hatamnezhad Zahra)
- アフサーネ・エグバール・ホマーミー(Afsaneh Eghbal Khomami)
- ソヒーラ・モルモーリー・タラーゼ(Sohila Molmole Taraze /سهیلا ملمولی)

## 出来事
2012年ロンドンオリンピック・アジア2次予選における除外処分について
2011年6月の同予選時、イラン女子代表の着用しているヒジャブ付きユニフォームが国際サッカー連盟（FIFA）の規定違反であるとして、イラン女子代表は試合への参加を拒否された。これに対してイランが抗議したほか、アジアサッカー連盟（AFC）も見直しを求め、その後デザインなどを規定した上で着用が認められることとなった。